# Choeteprosopa cyanea
Choeteprosopa cyanea är en tvåvingeart som beskrevs av Macquart 1851. Choeteprosopa cyanea ingår i släktet Choeteprosopa och familjen parasitflugor. Inga underarter finns listade i Catalogue of Life.